# Archiaphyosemion guineense
El almirante guineano es la especie Archiaphyosemion guineense, la única del género monoespecífico Archiaphyosemion, un pez de agua dulce de la familia de los notobránquidos, distribuido ampliamente por ríos de Guinea y Sierra Leona, también descrita su presencia en Liberia y en la cabera del río Níger y sus afluentes en Guinea.

## Acuariología
No tiene interés pesquero para alimentación, pero es una especie usada en acuariología con cierta importancia comercial, aunque es difícil de mantener en acuario.

## Morfología
De cuerpo alargado y vistoso color, tiene una longitud máxima del macho de unos 7 cm.

## Hábitat y biología
Viven en aguas dulces, de conducta bentopelágica y no migrador, prefiriendo aguas de pH neutro entre 6,5 y 7,2 de entre 18 y 23 °C de temperatura.
Habita en aguas estancadas y en los pequeños arroyos que cruzan la sabana africana.
Está ampliamente distribuido por su área del oeste africano, y a pesar de que en Liberia se encuentra en regresión por la deforestación la especie se considera no amenazada.